# Alekseev
Alekseev (настоящее имя — Никита Владимирович Алексеев, укр. Микита Володимирович Алєксєєв; род. 18 мая 1993, Киев) — украинский певец. Полуфиналист украинского проекта «Голос страны».
Представлял Республику Беларусь на международном конкурсе «Евровидение-2018» с песней «Forever».

## Биография

### Ранние годы
Родился 18 мая 1993 года в Киеве, учился в 136-й гимназии. Когда Никите было полтора года, он с семьёй переехал в Читу. Через 2 года они вернулись в Киев.
В 10 лет начал заниматься музыкой. Его преподавателем по вокалу был киевский педагог Константин Пона. Вскоре Никита присоединился к молодой украинской группе «Мова».

### Карьера

#### 2014—2017: «Голос страны», дебютный альбом и тур
Никита Алексеев участвовал в четвёртом сезоне телешоу «Голос страны» в 2014 году. На слепых прослушиваниях к певцу повернулась Ани Лорак. В «боях» победил николаевца Дениса Потреваева, но он не прошёл дальше первого прямого эфира. В качестве утешительного приза наставница помогла Никите снять первый клип на дебютный сингл «Всё успеть», но первой успешной композицией для исполнителя стала песня «А я пливу» из репертуара Ирины Билык, на которую был снят клип, что в течение нескольких недель держался на первом месте в чарте FDR. Сама Ирина Билык положительно отметила кавер на свою песню в исполнении Никиты и даже пригласила его петь на свой концерт «Билык. Лето. Танцуем».
В октябре 2015 года представил поклонникам новую песню — «Пьяное солнце», слова к которой написал Виталий Куровский, а музыку — Руслан Квинта. Уже в следующем месяце начались съёмки нового видеоклипа на эту песню, режиссёром которого стал Алан Бадоев. По сюжету исполнитель убивает своё alter ego после разлуки с девушкой. В конце мая песня получила награду российского телеканала RU.TV как «Лучшая композиция года». Alekseev также стал «Открытием года» по версии престижной украинской премии «YUNA».
25 февраля 2016 года выпусктил свой дебютный мини-альбом "Держи", куда вошли ранее выпущенные треки «Всё успеть», «А я пливу», «Пьяное солнце» и два новых трека — «Больно как в раю» и «Держи».
Хит «Пьяное солнце» обрел статус платинового сингла в iTunes (возглавив чарт российского iTunes и продержался на вершине 6 недель), а также попал в топ-100 мирового чарта Shazam по итогам одной из недель и фактически стал для Никиты пропуском на большую сцену. Не менее успешными признаны и последующие синглы «Снов осколки», «Океанами стали» и «Чувствую душой», клипы, которые также снял украинский режиссёр Алан Бадоев.
18 мая 2016 года состоялась презентация новой концертной программы артиста "Пьяное солнце" в киевском концерт-холле «Bel etage». В июне 2016 года певец победил в номинации «Прорыв года» российской премии Муз-ТВ, а в декабре того же года одержал победу в аналогичной номинации украинской премии «M1 Music Awards». В марте 2017 года артист удостоился премий «ZD Awards» и «Top Hit Music Awards» сразу в нескольких номинациях — «Прорыв года», «Артист года», «Взлёт года», «Наиболее часто звучавший на радио трек» и «Самый популярный исполнитель на радио».
Презентация дебютного альбома "Пьяное солнце" состоялась в ноябре 2016 года в киевском «Caribbean Club», а уже в 2017 году Alekseev отправился в свой первый одноимённый Всеукраинский тур, который символично начался 14 февраля в День всех влюблённых. Большой финальный концерт тура состоялся в Киеве 18 мая в «Октябрьском Дворце» в день рождения исполнителя.

#### 2018—2019: «Евровидение» и второй студийный альбом
11 января 2018 года Алексеев участвовал в национальном отборе «Евровидения-2018» от Беларуси, где он исполнил англоязычную версию песни «Навсегда» под названием «Forever». По результатам прослушивания Алекссев прошёл в финал, который состоялся 16 февраля 2018 года. В прямом эфире финала национального отбора зрители и жюри выбрали его в качестве представителя Республики Беларусь на «Евровидении-2018».
24 апреля 2018 года выпустил мини-альбом «Forever — EP», в который вошли 4 композиции — «Навсегда», «Forever», «Drunken Sun» (англоязычная версия песни «Пьяное солнце») и «Forever (Kraynov Remix)». Одноимённый трек стал англоязычной версией песни «Навсегда» и был выбран в качестве конкурсной песни для Евровидения.
На этапе отбора вокруг песни Алексеева разразился скандал: конкуренты артиста заявляли, что его песня нарушает правила «Евровидения». Европейский вещательный союз после проверки композиции заявил, что нарушений в ней нет. Композитор Александр Бард, бывший певец группы Army of Lovers, выразил недовольство решением ЕВС и пообещал подать иск против Алексеева. Некоторые СМИ связали заявление Барда с тем, что он хотел после дисквалификации Алекссева признать победителем белорусского отбора певицу Гюнешь, которая с песней его авторства «I Won’t Cry» заняла 2-е место в национальном отборе. Алексеев выступил в первом полуфинале 8 мая 2018 года, но в финал не прошёл. Никита Алексеев оказался худшим представителем Беларуси на конкурсе за все время участия в нём.
18 мая 2018 года состоялась премьера композиции — «Сберегу» (автор слов и музыки — Кирилл Павлов).
В сентябре 2018 года трек «Сберегу» возглавил радиочарт «Le Grand Switch 2018» радиостанции «efr12» (Франция).
26 сентября 2018 года выпустил официальный кавер на песню «Февраль» Леонида Агутина, которой в этом году исполнилось 20 лет.
В ноябре 2018 года стало известно о начале сотрудничества с Sony Music Entertainment (Russia).
Клип «Сберегу» стал лучшим по версии PRO-PARTY M1 Music Awards 2018 с точки зрения операторской работы (оператор — Александр Земляной).
16 ноября 2018 года был выпущен новый сингл «Как ты там?» (автор слов и музыки — Дмитрий Лорен).
8 марта 2019 года состоялся релиз сингла «Не мёд».
17 мая 2019 года открылся предзаказ альбома "Моя звезда" и стал доступен одноимённый трек. Релиз состоялся 24 мая. В альбом вошли ранее выпущенные синглы «Сберегу», «Как ты там?», «Не мёд» и «Целуй». Однако, песня «Февраль» не была добавлена в финальный трек-лист.
19 сентября 2019 года на радио состоялся релиз новой песни «Камень и вода», записанной в сотрудничестве с композитором Русланом Квинтой, написавшим «Пьяное солнце».
Клип «Камень и вода» получил награду PRO-PARTY M1 Music Awards 2019 с точки зрения операторской работы (оператор — Владимир Шкляревский).

#### С 2020
На территории России альбом «Моя звезда» и трек «Как ты там» стали дважды платиновыми.
27 марта 2020 году выпустил песню в дуэте с певицей Ириной Дубцовой «Один из нас». 18 мая выпустил песню «Ревность».
16 ноября 2020 году в программе шоу «Танцы со звёздами» (укр. «Танці з зірками») представил совместно с солисткой группы KAZKA Сашей Зарицкой новую песню «Поруч».
В начале 2021 году вместе с солисткой группы The Hardkiss Юлией Саниной принял участие в одном из выпусков сезона ТВ-шоу «Орёл и решка». 12 февраля выпустил композицию «Сквозь сон» (слова и музыка — miss_klerr).
1 марта 2021 году в квартете с Александром Пономарёвым, Дзидзьо, Артёмом Пивоваровым выпустил украиноязычную песню «Чому».
24 августа 2021 году в честь 30-летия независимости Украины выпустил новый EP альбом «Свідомо залежний».
После начала вторжения России на Украину занялся волонтёрской деятельностью. 20 апреля 2022 года попал в список украинских артистов, журналистов и работников культуры, которым запретили въезд на территорию России сроком на 50 лет.
31 мая 2022 года выпустил песню «Мама», посвящённую всем украинским матерям.

### Личная жизнь
Помимо музыки профессионально занимался теннисом и футболом, и даже состоял в киевском футбольном клубе «Маэстро».
С 2018 по 2024 встречался с Ульяной Синецкой (солистка группы «ВИА Гра»). После начала вторжения России на Украину Ульяна переехала к Никите в Киев.

## Дискография
Студийные альбомы
| Название      | Информация                                                                            |
| ------------- | ------------------------------------------------------------------------------------- |
| Пьяное солнце | - Релиз: 29 ноября 2016 - Лейбл: Zion Music - Формат: Цифровая дистрибуция            |
| Моя звезда    | - Релиз: 24 мая 2019 - Лейбл: Sony Music Entertainment - Формат: Цифровая дистрибуция |

Мини-альбомы
| Название              | Информация                                                                                |
| --------------------- | ----------------------------------------------------------------------------------------- |
| Держи — EP            | - Релиз: 25 февраля 2016 - Лейбл: Zion Music - Формат: Цифровая дистрибуция               |
| Forever — EP          | - Релиз: 24 апреля 2018 - Лейбл: Sony Music Entertainment - Формат: Цифровая дистрибуция  |
| Свідомо залежний — ЕР | - Релиз: 24 августа 2021 - Лейбл: Sony Music Entertainment - Формат: Цифровая дистрибуция |

Синглы
| Название                                | Альбом                | Год  |
| --------------------------------------- | --------------------- | ---- |
| «Всё успеть»                            | Держи — EP            | 2014 |
| «А я пливу»                             | Пьяное солнце         | 2015 |
| «Пьяное солнце»                         | Пьяное солнце         | 2015 |
| «Снов осколки»                          | Пьяное солнце         | 2016 |
| «ОМА»                                   | Пьяное солнце         | 2016 |
| «Океанами стали»                        | Пьяное солнце         | 2016 |
| «Чувствую душой»                        | Пьяное солнце         | 2016 |
| «Навсегда»                              | Forever — EP          | 2017 |
| «Forever»                               | Forever — EP          | 2018 |
| «Сберегу»                               | Моя звезда            | 2018 |
| «Как ты там?»                           | Моя звезда            | 2018 |
| «Целуй»                                 | Моя звезда            | 2019 |
| «Камень и вода»                         | TBA                   | 2019 |
| «Один из нас» (совм. с Ириной Дубцовой) | TBA                   | 2020 |
| «Ревность»                              | TBA                   | 2020 |
| «Поруч» (совм. с KAZKA)                 | Свідомо залежний — EP | 2020 |
| «Till The End Of Time» (совм. с KAZKA)  | TBA                   | 2021 |
| «Сквозь сон»                            | TBA                   | 2021 |
| «Мама»                                  | TBA                   | 2022 |
| «Варшава — Київ»                        | TBA                   | 2022 |
| «Як ти там»                             | TBA                   | 2023 |

Микстейпы
| Название             | Информация                                                               |
| -------------------- | ------------------------------------------------------------------------ |
| Поруч (Remixes) — EP | - Релиз: 20 марта 2021 - Лейбл: mamamusic - Формат: Цифровая дистрибуция |

## Видеография
| Год  | Клип                   | Режиссёр                          |
| ---- | ---------------------- | --------------------------------- |
| 2014 | «Всё успеть»           | 1+1 Production                    |
| 2015 | «А я пливу»            | Илларион Ефремов и Яна Мазана     |
| 2015 | «Пьяное солнце»        | Алан Бадоев                       |
| 2016 | «Снов осколки»         | Алан Бадоев                       |
| 2016 | «ОМА»                  | Илларион Ефремов                  |
| 2016 | «Океанами стали»       | Алан Бадоев                       |
| 2017 | «Чувствую душой»       | Алан Бадоев                       |
| 2018 | «Forever» / «Навсегда» | Алан Бадоев                       |
| 2018 | «Сберегу»              | Frankenstein                      |
| 2019 | «Как ты там?»          | Олег Боднарчук                    |
| 2019 | «Целуй»                | Алан Бадоев                       |
| 2019 | «Камень и вода»        | Алан Бадоев                       |
| 2021 | «Сквозь сон»           | Денис Маноха и Максим Шелковников |
| 2022 | «Мама» (Mood video)    | Константин Гордиенко              |

### Фильмография
| Год  | Русское название    | Оригинальное название | Роль  |
| ---- | ------------------- | --------------------- | ----- |
| 2017 | Мама для Снегурочки | Мама для Снігуроньки  | камео |

## Чарты
| Год  | Название         | Чарты                      | Чарты                              | Чарты                              | Чарты                                       | Чарты                               | Чарты                             | Чарты                      | Чарты                      | Альбом        |
| Год  | Название         | СНГ (Tophit Общий Топ-100) | Россия (Tophit Российский Топ-100) | Россия (Tophit Московский Топ-100) | Россия (Tophit Санкт-Петербургский Топ-100) | Украина (Tophit Украинский Топ-100) | Украина (Tophit Киевский Топ-100) | Audience Choice TopHit 100 | СНГ (Tophit Годовой общий) | Альбом        |
| ---- | ---------------- | -------------------------- | ---------------------------------- | ---------------------------------- | ------------------------------------------- | ----------------------------------- | --------------------------------- | -------------------------- | -------------------------- | ------------- |
| 2014 | «Все успеть»     | 211                        | 1991                               | —                                  | —                                           | 343                                 | 417                               | —                          | 318                        | Держи — EP    |
| 2015 | «А я пливу»      | 46                         | 1774                               | —                                  | —                                           | 1                                   | 1                                 | 152                        | —                          | Пьяное солнце |
| 2015 | «Пьяное солнце»  | 1                          | 1                                  | 7                                  | 4                                           | 2                                   | 3                                 | 2                          | 9                          | Пьяное солнце |
| 2016 | «Снов осколки»   | 30                         | 51                                 | 50                                 | —                                           | 1                                   | 3                                 | 5                          | 117                        | Пьяное солнце |
| 2016 | «Океанами стали» | 31                         | 39                                 | 43                                 | —                                           | 39                                  | 23                                | 20                         | —                          | Пьяное солнце |

«—» песня отсутствовала в чарте

## Награды и премии
Всего по состоянию на 2021 год артист номинировался на музыкальные премии — 47 раз, из них 28 раз одержал победу.
| Год  | Премия                                                                  | Номинация                                             | Результат |
| ---- | ----------------------------------------------------------------------- | ----------------------------------------------------- | --------- |
| 2016 | Премия «YUNA» (Украина)                                                 | Открытие года                                         | Победа    |
| 2016 | Премия «Муз-ТВ»                                                         | Прорыв года                                           | Победа    |
| 2016 | Премия «Муз-ТВ»                                                         | Лучшая песня «Пьяное солнце»                          | Номинация |
| 2016 | Премия «RU.TV»                                                          | Лучшая песня «Пьяное солнце»                          | Победа    |
| 2016 | Премия «RU.TV»                                                          | Прорыв года                                           | Номинация |
| 2016 | Премия «Золотой граммофон»                                              | Песня «Пьяное солнце»                                 | Победа    |
| 2016 | Премия «Высшая лига»                                                    | Лучшая песня «Пьяное солнце»                          | Победа    |
| 2016 | M1 Music Awards (Украина)                                               | Прорыв года                                           | Победа    |
| 2016 | Премия-фестиваль «Песня года»                                           | Песня «Снов осколки»                                  | Победа    |
| 2016 | Премия «Звуковая дорожка МК»                                            | Прорыв года                                           | Победа    |
| 2016 | Премия «Звуковая дорожка МК»                                            | Артист года                                           | Победа    |
| 2016 | Премия «Top Hit Music Awards»                                           | Взлёт года                                            | Победа    |
| 2016 | Премия «Top Hit Music Awards»                                           | Самый популярный исполнитель на радио                 | Победа    |
| 2016 | Премия «Top Hit Music Awards»                                           | Наиболее часто звучащий на радио трек «Пьяное солнце» | Победа    |
| 2016 | Премия «OOPS! Choice Awards»                                            | Лучший клип «Пьяное солнце»                           | Победа    |
| 2016 | Российская национальная музыкальная премия «Виктория»                   | Лучший поп-исполнитель года                           | Номинация |
| 2016 | Российская национальная музыкальная премия «Виктория»                   | Лучшее музыкальное видео «Пьяное солнце»              | Номинация |
| 2017 | Премия Муз-ТВ                                                           | Лучшее мужское видео «Океанами стали»                 | Номинация |
| 2017 | Премия-фестиваль «Песня года»                                           | Песня «Океанами стали»                                | Победа    |
| 2017 | Премия-фестиваль «Песня года»                                           | Артист года                                           | Победа    |
| 2017 | Премия «Высшая лига»                                                    | Лучшая песня «Океанами стали»                         | Победа    |
| 2017 | Российская национальная музыкальная премия «Виктория»                   | Лучший поп-исполнитель года                           | Победа    |
| 2017 | Премия журнала "ОК!:"Больше чем звезды"                                 | «Новые лица. Музыка»                                  | Победа    |
| 2017 | Премия БелМуз-ТВ «Наша лига» (Беларусь)                                 | Артист года                                           | Победа    |
| 2017 | Премия «Музыкальная платформа» (Украина)                                | Песня «Чувствую душой»                                | Победа    |
| 2018 | Премия «YUNA» (Украина)                                                 | Альбом года «Пьяное солнце»                           | Номинация |
| 2018 | Премия «ЖАРА Music Awards»                                              | Лучший певец года                                     | Номинация |
| 2018 | Премия RU.TV                                                            | Фан или профан (Лучший фан-клуб)                      | Номинация |
| 2018 | Премия RU.TV                                                            | Лучший певец года                                     | Номинация |
| 2018 | Премия Муз-ТВ                                                           | Лучший исполнитель года                               | Номинация |
| 2018 | Премия журнала "Viva!:"Самые красивые"                                  | «Самый красивый мужчина года»                         | Номинация |
| 2018 | Национальная ТВ-премия «Дай пять!»                                      | «Любимый певец»                                       | Номинация |
| 2018 | Премия Международного музыкального фестиваля «Astana Dausy» (Казахстан) | Лучший певец Украины                                  | Победа    |
| 2018 | M1 Music Awards: 4 сезона (Украина)                                     | Награда «Певец весны»                                 | Номинация |
| 2018 | M1 Music Awards: 4 сезона (Украина)                                     | Награда «Певец лета»                                  | Победа    |
| 2018 | M1 Music Awards: 4 сезона (Украина)                                     | Певец года                                            | Номинация |
| 2018 | Премия «Высшая лига»                                                    | Песня «Навсегда»                                      | Победа    |
| 2018 | Премия «Музыкальная платформа» (Украина)                                | Песня «Сберегу»                                       | Победа    |
| 2019 | Музыкальная премия «ZD-Awards»                                          | Лучший исполнитель «Поп»                              | Победа    |
| 2019 | Музыкальная премия «ZD-Awards»                                          | «Sexy M»                                              | Победа    |
| 2019 | Премия «ЖАРА Music Awards»                                              | Лучший певец                                          | Номинация |
| 2019 | Премия Topical Style Awards                                             | «Стильный сингл»                                      | Победа    |
| 2019 | Премия МУЗ-ТВ                                                           | Лучшее мужское видео: клип «Навсегда»                 | Номинация |
| 2019 | Премия RU.TV                                                            | Лучший певец                                          | Номинация |
| 2019 | M1 Music Awards (Украина)                                               | Певец года                                            | Номинация |
| 2020 | Премия «YUNA» (Украина)                                                 | Лучший исполнитель                                    | Номинация |
| 2020 | Премия «Музыкальная платформа» (Украина)                                | Лучшая песня года «Ревность»                          | Победа    |